# Олетта
Олетта (фр. Oletta, корс. Oletta) — коммуна во Франции, находится в регионе Корсика. Департамент коммуны — Верхняя Корсика. Административный центр кантона Ла-Конка-д’Оро. Округ коммуны — Бастия.
Код INSEE коммуны — 2B185.

## Население
Население коммуны на 2008 год составляло 1326 человек.
| 1962 | 1968 | 1975 | 1982 | 1990 | 1999 | 2008 |
| ---- | ---- | ---- | ---- | ---- | ---- | ---- |
| 618  | 619  | 692  | 892  | 879  | 830  | 1326 |

## Экономика
В 2007 году среди 767 человек в трудоспособном возрасте (15—64 лет) 524 были экономически активными, 243 — неактивными (показатель активности — 68,3 %, в 1999 году было 57,4 %). Из 524 активных работали 463 человека (275 мужчин и 188 женщин), безработных было 61 (24 мужчины и 37 женщин). Среди 243 неактивных 39 человек были учениками или студентами, 84 — пенсионерами, 120 были неактивными по другим причинам.

## Фотогалерея

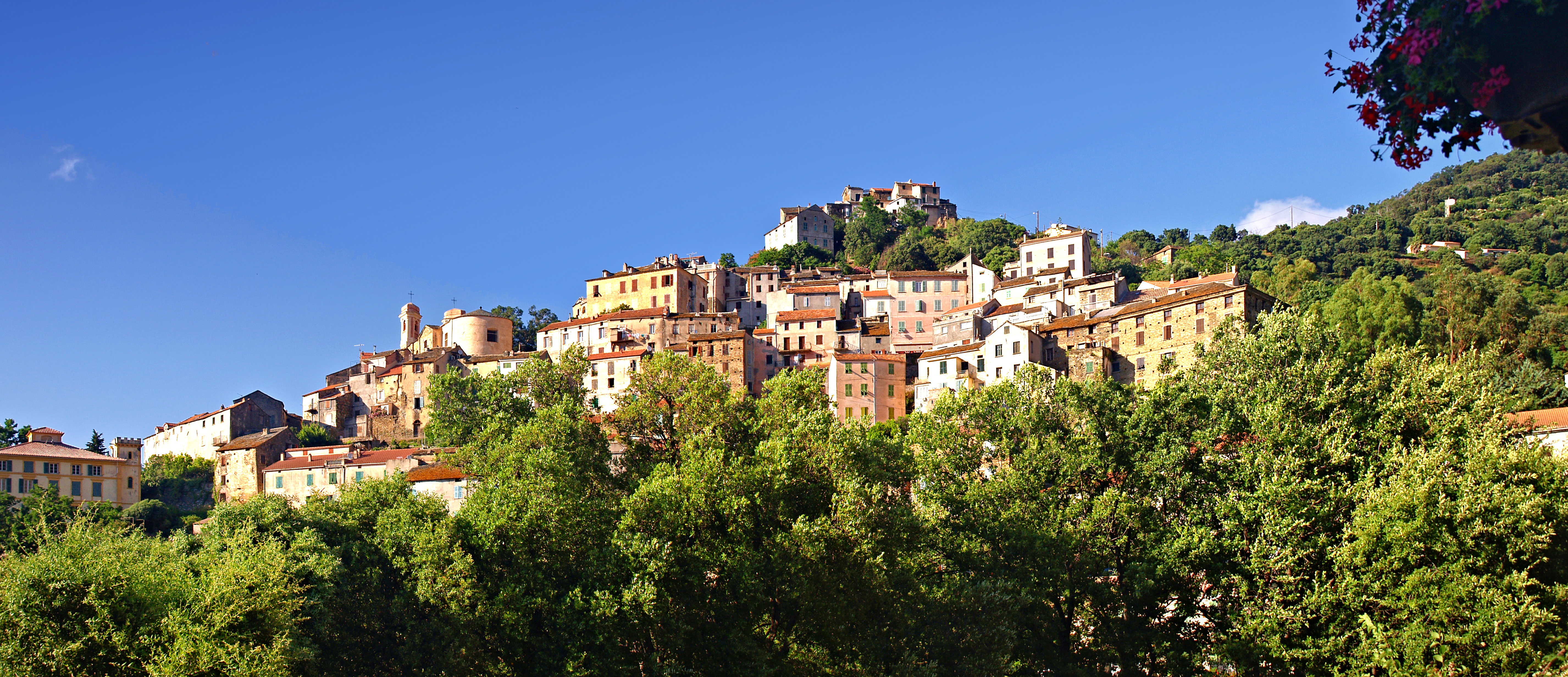
Олетта
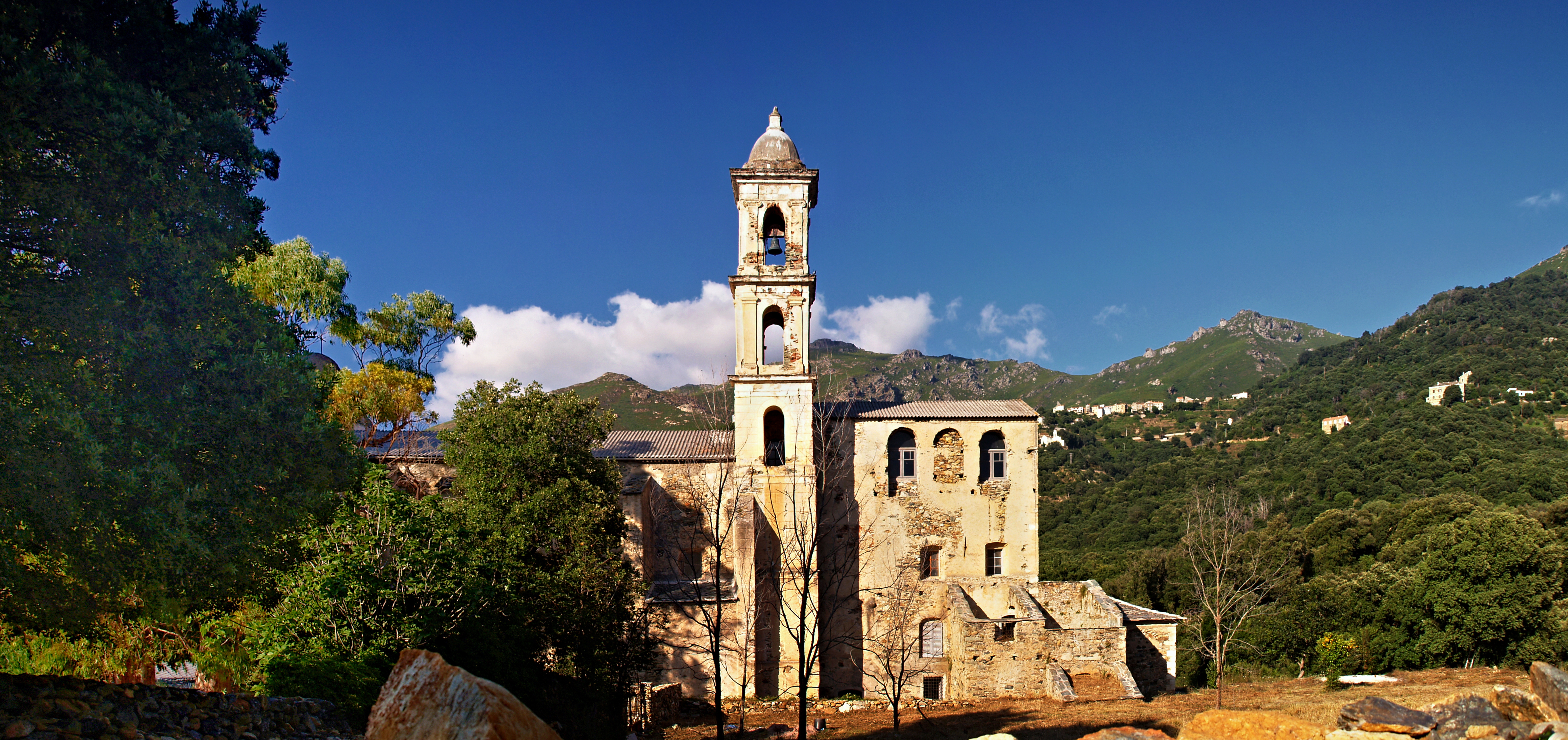
Монастырь св. Франциска
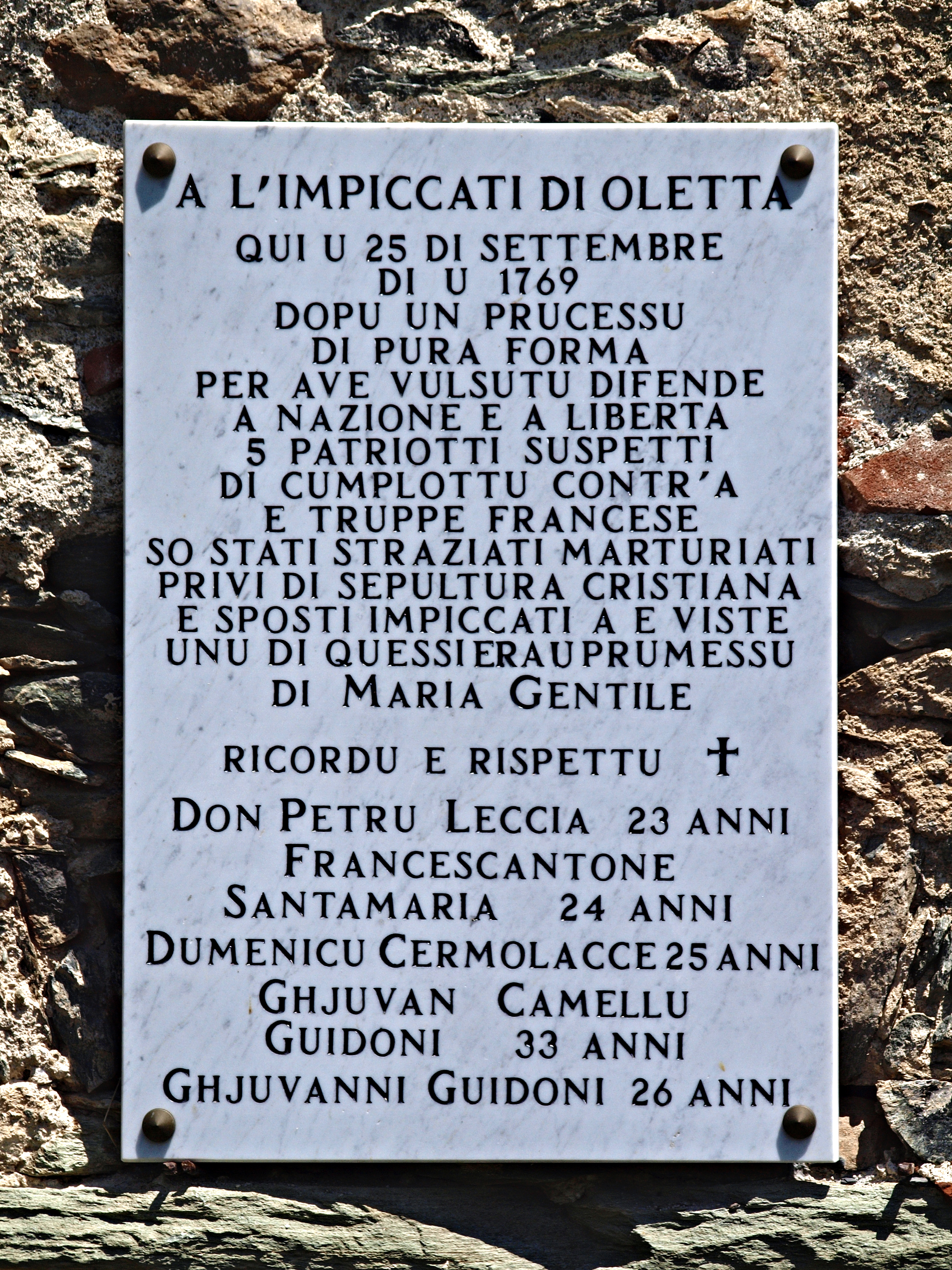
Мемориальная доска на стене монастыря св. Франциска